# 제국의회 (신성 로마 제국)

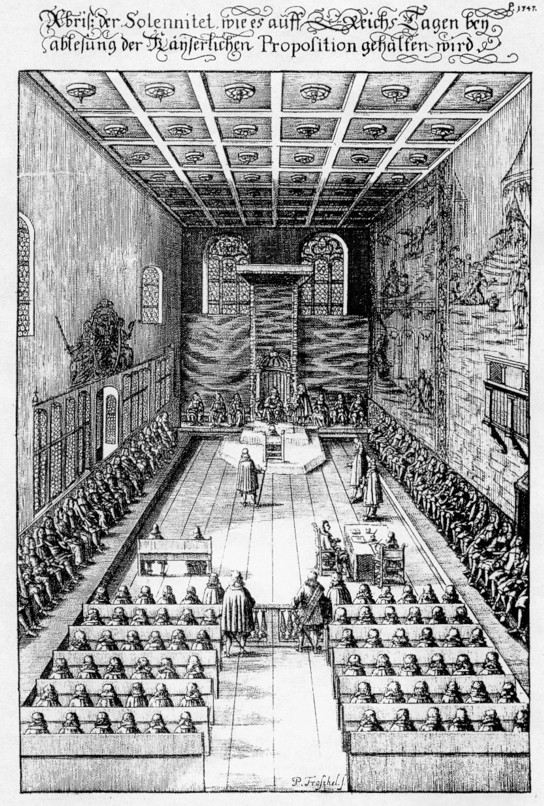
1675년 판화에 있는 레겐스부르크 시청에서 이뤄진 제국의회 시작시의 좌석 배치 계획 : 황제와 선제후들이 위쪽에 위차하고, 세속 제후들은 왼쪽에, 교회 제후들은 오른쪽에, 제국 도시들의 의원들은 판화의 정면에 위치한다.

제국의회(라틴어: Dieta Imperii 또는 Comitium Imperiale; 독일어: Reichstag 라이히스탁[*])는 신성 로마 제국의 입법 기관이자 자문 기관이다. 세 개의 계열로 나뉜 신성 로마 제국의 제후들이 참여했다. 영구적인 의회로, 중세 시대의 호프타크 (궁정 의회)에서 발달한 합법 기관이였다. 1663년부터 신성 로마 제국이 멸망한 1806년까지 레겐스부르크에서 이뤄진 영구 의회였다.
봉건법에 따르면 제국 의회는 신성 로마 황제를 제외하면 의회 위로 더 높은 권위는 없었다. 신성 로마 제국의 계위를 지닌 자라면 의회에서 투표할 수 있었다. 추가적으로 의회의 참석자들은 중복 투표와 다른 계열에도 투표가 가능했다. 보통 참석자들은 레겐스부르크에서 열리는 영구 의회에 직접 참석하지는 않고, 대신 대리인들을 보냈다. 제국 의회 말기에는 신성 로마 제국의 계위들 사이의 대사들의 효과적인 영구적 만남의 장소가 되었다.

## 역사
제국의회의 정확한 역할과 기능은 신성 로마 제국이 그랬듯이 세기가 흘러 변화했고, 제국의 봉신들과 분리된 영토들은 제국의 권력으로부터 자신들만의 힘을 점점 더 많이 얻었다. 처음에는 의회의 고정된 시간이나 장소도 없었다. 중대한 결정들을 내렸던 과거 프랑크 왕국을 형성한 옛 게르만족 부족들의 공작들의 협의회로서 시작하여, 지도자들이 그들이 이끄는 주요한 사람들의 지지에 의존했던 고대 게르만족들의 법률을 기초로 했을 것이다. 그 예로 프랑크 왕족 연대기에 따르면 색슨 전쟁 동안 샤를마뉴 황제 집권기에 의회가 777년 파더보른에서 소집되어 굴복한 색슨족과 다른 부족들에 관한 법률을 공식적으로 확정하였다. 803년 프랑크 황제는 렉스 삭소눔의 마지막으로 검퇴한 법률을 공표했다.
919년 프리츨라어에서 소집된 의회에서 공작들은 색슨족 출신 하인리히 1세를 최초의 독일의 군주로 선출하였으며, 프랑크족과 색슨족 사이의 오랜 적대 관계를 극복하고 독일 국가 설립의 토대를 쌓았다. 이탈리아 왕국을 정복한 후, 1158년 론칼리아 회의에서 신성 로마 제국의 헌법 (성문화 된적은 없지만)을 대대적으로 수정한 네 가지 법률이 완료되었고, 이것은 지방 공작들에게 유리하고 중앙 권력의 점진적 쇠퇴의 시작을 나타냈다. 1356년의 금인칙서에서 각자 보유한 영토들에 대한 공작들의 넓은 자율적인 통치권인 "제후권" (Landesherrschaft)이라는 개념이 강화되었고 또한 황제 선출자들의 숫자를 일곱으로 제한하였다. 교황은 선출 과정에 포함된 적은 없었고 선제후들이 선정한 자에 대한 비준과 대관식에만 참여하였다.

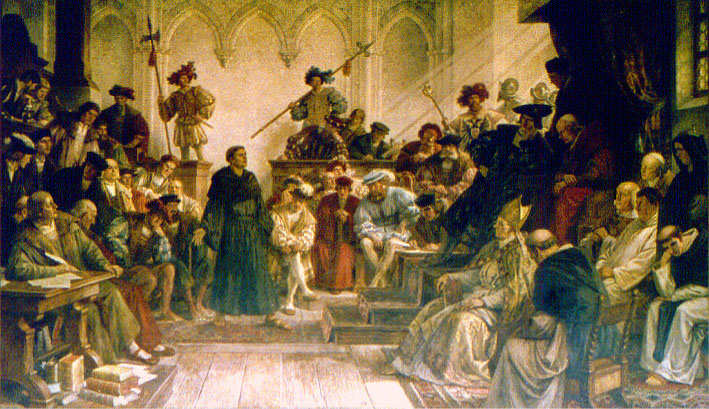
1521년 보름스 회의에서 마르틴 루터: "내가 여기 서 있나이다"
헤르만 비슬리케누스의 19세기 그림

그러나 15세기까지 제국의회는 기관으로서 실제로 공식화되지 않았다. 대신 공작들과 다른 제후들은 황제의 궁정에서 불규칙하게 소집되었으며, 이 집회는 호프타크 (독일어로 궁정을 뜻하는 Hof에서 유래)로 보통 불렸다. Reichstag라고 제국의회가 1489년에 시작되었을때, 공식적으로 콜레기아 (collegia, 계파)에 따라 나뉘었다. 처음에는 선제후들과 그외 다른 공작들, 제후들로 이뤄진 두 개의 계파가 있었다. 시간이 흘러 제국 자유령을 가지게 된 제국령 도시들과 과두 정치 체제의 독립 공화국들의 통치자들이 황제만을 섬기면서. 제3 계파로서 받아들여지게 되었다.
대표적으로 1495년 제국의회를 시작으로 신성 로마 제국 개혁과 해체를 이루려는 시도를 했으나, 효과적이지는 못했다. 이와는 대조적으로 이 과정은 의회에서 내린 모든 결정들을 황제가 공식적으로 따라야만하는 하게 된 1648년 베스트팔렌 조약에서만 서둘러 이루어졌고, 실제로도 황제가 지닌 몇 가지 남은 권한들을 빼앗아 갔다. 이때부터 1806년에 해체될까지, 신성 로마 제국은 더 이상 독립 국가들의 거대한 집합체 이상이 아니게 되었다.
가장 유명한 의회들로는 제국 개혁이 이뤄진 1495년, 마르틴 루터를 이단으로 선포한 1521년 (보름스 칙령 보기)의 보름스, 1526년, 1529년 (슈파이어 항의 보기)의 슈파이어 의회, 뉘른베르크 (뉘른베르크 의회)에서의 몇 차례 의회이다. 1663년에 도입된 레겐스부르크 영구 의회는 고정된 장소에서 이뤄진 영구 집회이다.

## 참석자
1489년 이래로, 제국의회는 세 개의 계파로 이뤄졌다:

### 선제후

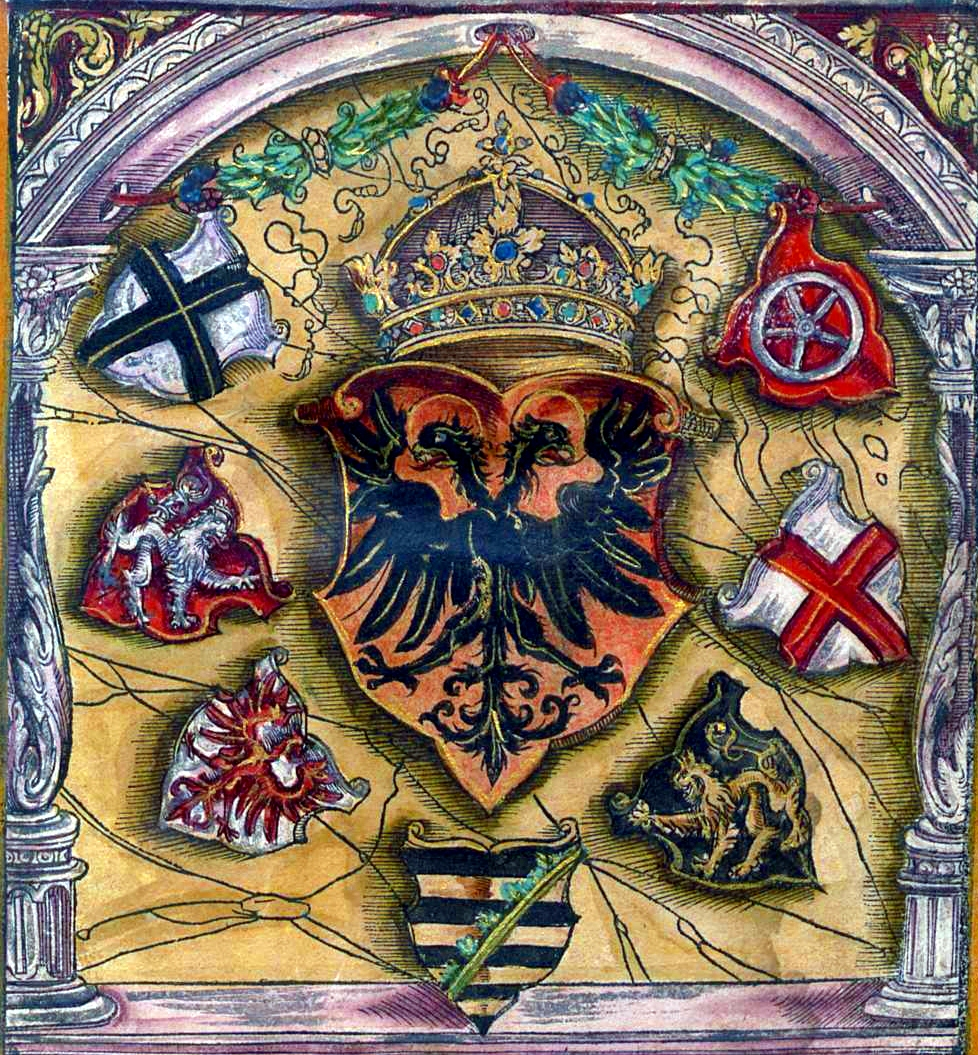
신성 로마 제국의 문장을 둘러싼 선제후들의 문장; 야코프 쾨벨의 지도에서의 깃발 (1545년).

선제후 계파 (Kurfürstenrat)들은 독일 왕국의 대재상이라는 지위를 가진 마인츠 대주교가 이끌었다. 일곱 선제후들은 1356년 금인칙서로 선정되었다:
- 교회의 셋 주교후,
  - 독일 왕국의 대재상 마인츠 대주교
  - 이탈리아 왕국의 대재상 쾰른 대주교
  - 부르군트 왕국의 대재상 트리어 대주교
- 네 명의 세속 제후,
  - 대집사장 보헤미아의 왕
  - 대청지기 (Erztruchsess) 팔츠 선제후
  - 대원수 작센 선제후
  - 대시종 브란덴부르크 변경백

선제후들의 숫자는 1623년에 바이에른 공작이 팔츠 백작의 선거권을 가져가고, 팔츠 백작이 1648년 베스트팔렌 조약 (Causa Palatina)에 따라 대고직 자리를 포함해서 선제후 계파로부터 분리된 선거권을 얻으면서 여덟로 늘었다. 1692년 브라운슈바이크뤼네부르크 선제후국 (하노버)이 9년 전쟁 기간에 대기수(大旗手)로서 9번째 선제후가 됐다.
바이에른 왕위 계승 전쟁에서 팔츠와 바이에른의 선거권이 통합되었고, 1779년 테셴 조약으로 공인되었다. 1803년 독일 합병은 쾰른, 마인츠, 트리어 대주교령의 해체가 동반되었고 독일 재상은 프랑스 제1공화국에게 상실한 영토에 대한 보상으로 신설 국가 레겐스부르크 공국을 받았다. 결국 4개의 교회 제후들을 세속 선제후로 전환시켰다:
- 잘츠부르크 공작
- 뷔르템베르크 공작
- 바덴 변경백
- 헤센카셀 방백

그러나 이 변화는 3년뒤에 신성 로마 제국 황제 프란츠 2세의 퇴위로 신성 로마 제국이 해체되며 효과가 미미하였다.

### 제후
제국의 제후 계파 (Reichsfürstenrat 또는 Fürstenbank)들은 제국백작, 제국영주, 주교후, 제국대수도원들이 포함되었다. 강력한 제후들이 있었음에도 의견 불일치가 잦았던 이 두 번째 계파는 선제후들의 독점에 맞서 그들의 이익을 지켜려 하였다.
제후들은 다시 교회와 세속 계층로 나뉘었다. 대부분 세속 계층은 오스트리아 대공과 합스부르크령 네덜란드 (1556년부터 합스부르크령 스페인이 보유)의 부르고뉴 공작들이 이끌었다. 오스트리아의 합스부르크 가문이 세속 계층들의 지도력을 모으는데 실패함으로서, 그들은 대신 교회 제후들의 인도를 받았다. 제1 교회 제후는 프리마스 게르마니에 (독일 최고위 성직자) 지위를 지닌 잘츠부르크 대주교이며; 브장송 대주교후는 1678년 네이메헌 조약까지 공식적으로 신성 로마 제국의 일원이였으나, 의회에는 참석하지 않았다.
교회 계층들에는 튜튼 기사단의 기사단 총장과 도이치마이스터 (Deutschmeister)를 더불어 하이터스하임의 구호기사단 수도원령의 수도원장들도 포함되었다. 뤼베크 주교후령은 1586년 홀스타인고트로프 가문의 교구장 직무 대행에게 통치를 받으면서 개신교로 개종한 후에도 교회 계층에 남았다. 오스나브뤼크 주교후령은 1648년 베스트팔렌 조약에 따라 천주교 주교와 브라운슈바이크뤼네부르크 가문에서 보낸 루터파 신부들의 교차 통치에 놓였다.
제후 계파들의 각 일원들은 1인 1선거권 (Virilstimme)이나 집단 선거권을 지녔다. 제후들 때문에 1582년부터 단일 선거권은 그들의 직할 영지에 따라 달리게 되었고; 이 원칙은 몇몇 영토를 동군 연합으로 한 명의 통치자가 지녔을 경우 투표권의 누적으로 이어졌다. 백작과 영주들은 집단 선거권만을 가져, 그리하여 그들은 베터라우 제국백작연합 같은 독립된 계파를 형성했고 슈바벤, 프랑켄, 라인 강 하류-베스트팔렌 관구 내부에서 결집하였다. 비슷하게도 교회 계층에서도 제국령 대수도원들이 라인 또는 슈바벤 계파를 형성했다.
1803년 독일 합병에서 많은 교회 영토들이 세속 제후들에 합병되었다. 하지만 제후 계파들의 개혁은 1806년 신성 로마 제국의 해체까지 이뤄지지 않았다.

### 제국령 도시
제국령 도시 (Reichsstädtekollegium) 계파들은 1489년부터 포함되어, 정치 기구로서 제국의회를 발전시키는데 큰 기여를 했다. 그럼에도 처음에는 제국령 도시들이 가진 집단 선거권은 1582년 아우구스부르크 의회의 제국휴회까지 중요도가 낮았다. 제국령 도시 계파는 의회가 열리는 장소의 도시 의회가 이끌었고; 1663년 영구 의회가 실행되면서, 의회 장소는 레겐스부르크로 옮겨졌다.
제국령 도시들은 라인 계층과 슈바벤 계층으로 나뉘었다. 뉘른베르크, 아우구스부르크, 레겐스부르크가 슈바벤 도시들을 이끌었고, 쾰른, 아헨, 프랑크푸르트가 라인 도시들을 이끌었다.
신성 로마 제국이 멸망할 때 쯤인 1792년의 제국의회의 완전한 참석자 목록은 제국의회 참석자 목록 (1792년)에서 볼 수 있다.

## 종교 단체
베스트팔렌 화약 이후, 종교적 문제는 더 이상 계파들의 과반수 투표로 결정할 수 없었다. 대신 제국의회는 천주교와 개신교 단체를 분리시켜, 문제를 개별적으로 논의한 다음 서로 합의하기로 했다. 천주교 단체 또는 corpus catholicum은 마인츠 선제후 대주교가 이끌었다.
개신교 단체 또는 Corpus Evangelicorum은 작센 선제후가 이끌었다. 개신교 단체 회의에서 작센은 각 토론 주제를 가져왔으며, 브란덴부르크프로이센과 하노버가 그 이후로 발언을 하고, 그 다음부터는 나라의 크기 순서였다. 모든 국가들은 발언권을 지녔고, 작센은 표결을 저울질하고 합의를 발표했다.
작센 선제후 프리드리히 아우구스투스 1세가 폴란드의 왕이 되기 위하여 천주교로 개종하였지만, 작센 선제후국은 공식적으로는 개신교 국가였고 개신교 단체의 감독권을 유지했다. 선제후의 아들도 천주교로 개종하자, 프로이센과 하노버가 1717–1720년에 감독권을 차지하려 했으나, 성공을 거두진 못 했다. 작센 선제후들은 신성 로마 제국이 멸망할때까지 개신교 단체의 수장 자리를 유지했다.

## 기록 모음
1871년 신설 국가 독일 제국이 설립된 후, 바이에른 과학 아카데미의 역사 위원회는 신성 로마 제국의 기록 (Reichsakten)과 제국의회 기록 (Reichstagsakten)들을 수집하기 시작했다. 1893년 위원회는 첫 모음집을 발행했다. 1524년–1527년과 1544년까지의 기록들이 수집되어 연구되었다. 슈바인푸르트와 뉘른베르크에서 개신교 평화 협상을 포함한 1532년 레겐스부르크 의회를 다룬 책이 1992년 로제마리 아울링거 ( Rosemarie Aulinger)에 의해 빈에서 출판됐다.

## 제국의회 장소
참고: 이 목록은 미완성이다
| 연도          | 장소                                               | 대표                          | 주제                                                                                             |
| ------------- | -------------------------------------------------- | ----------------------------- | ------------------------------------------------------------------------------------------------ |
| 754년         | 키에르지쉬르우아즈                                 | 피피누스 3세 브레비스         | 교황 스테파노 2세를 향한 피핀의 기증                                                             |
| 777년         | 파더보른                                           | 샤를마뉴                      | 색슨족의 땅에서 열린 첫 의회, 비두킨트 공작은 참석하는걸 거부했다                                |
| 782년         | 바트립슈프링에                                     | 샤를마뉴                      | 프랑크계 백작 통치하의 가우로 색슨족의 영토 분할                                                 |
| 788년         | 잉겔하임암라인                                     | 샤를마뉴                      | 바이에른 공작 타실로 3세의 폐위                                                                  |
| 799년         | 파더보른                                           | 샤를마뉴                      | 샤를마뉴가 교황 레오 3세의 허가를 받아 황제로 등극                                               |
| 806년         | 디덴호펜                                           | 샤를마뉴                      | 피피누스 카를로마누스, 카롤루스 이우니오르, 루도비쿠스 1세 피우스의 카롤링거 제국 분할           |
| 817년         | 아헨                                               |                               |                                                                                                  |
| 826년         | ?                                                  |                               | 소르브인들의 초대;                                                                               |
| 829년         | 보름스                                             |                               |                                                                                                  |
| 831년         | 아헨                                               |                               |                                                                                                  |
| 835년         | 디덴호펜                                           | 루도비쿠스 1세 피우스         |                                                                                                  |
| 838년         | 슈파이어                                           | 루도비쿠스 1세 피우스         |                                                                                                  |
| 872년         | 포르히하임                                         | 루도비쿠스 2세 게르마니쿠스   |                                                                                                  |
| 874년         | 포르히하임                                         | 루도비쿠스 2세 게르마니쿠스   | 상속의 대한 논의와 규정                                                                          |
| 887년         | 트레부르                                           |                               |                                                                                                  |
| 889년         | 포르히하임                                         | 아르눌푸스 카린티아에         |                                                                                                  |
| 892년         | 포르히하임                                         | 아르눌푸스 카린티아에         | 슬라브족들에 맞선 전쟁 준비                                                                      |
| 896년         | 포르히하임                                         | 아르눌푸스 카린티아에         |                                                                                                  |
| 903년         | 포르히하임                                         | 루도비쿠스 4세 인판스         | 바벤베르크 반란자 아달라르트 처형                                                                |
| 907년         | 포르히하임                                         | 루도비쿠스 4세 인판스         | 마자르족의 공격에 대한 소집                                                                      |
| 911년         | 포르히하임                                         |                               | 콘라두스 1세 선출                                                                                |
| 914년         | 포르히하임                                         | 콘라두스 1세                  | 바이에른 공작 아르눌프에 대한 전쟁                                                               |
| 919년         | 프리츨라어                                         |                               |                                                                                                  |
| 926년         | 보름스                                             | 하인리히 1세                  |                                                                                                  |
| 952년         | 아우구스부르크 인근 레히 강의 목초지               | 오토 1세                      |                                                                                                  |
| 961년         | 포르히하임                                         | 오토 1세                      |                                                                                                  |
| 967년         | 라벤나                                             | 오토 2세                      |                                                                                                  |
| 972년         | 크베들린부르크                                     |                               |                                                                                                  |
| 976년         | 레겐스부르크                                       |                               |                                                                                                  |
| 978년         | 도르트문트                                         | 오토 2세                      | 가을 프랑스를 상대로 한 전쟁                                                                     |
| 983년         | 베로나                                             |                               | 오토 3세 선출                                                                                    |
| 985년         |                                                    |                               | 바이에른 공작 하인리히 2세의 찬탈 행위 종결                                                      |
| 993년         | 도르트문트                                         | 오토 3세                      |                                                                                                  |
| 1030년        | 민덴                                               | 콘라트 2세                    |                                                                                                  |
| 1066년        | 트레부르                                           |                               |                                                                                                  |
| 1076년        | 보름스                                             | 하인리히 4세                  |                                                                                                  |
| 1077년        | 아우구스부르크                                     |                               |                                                                                                  |
| 1098년        | 마인츠                                             | 하인리히 4세                  |                                                                                                  |
| 1105년        | 잉겔하임                                           | 하인리히 4세                  |                                                                                                  |
| 1119년        | 트레부르                                           | 하인리히 4세                  |                                                                                                  |
| 1122년        | 보름스                                             | 하인리히 5세                  |                                                                                                  |
| 1126년        | 슈파이어                                           | 하인리히 5세                  |                                                                                                  |
| 1146년        | 슈파이어                                           | 콘라트 3세                    | 제2차 십자군 참여 결정                                                                           |
| 1147년        | 프랑크푸르트                                       | 콘라트 3세                    |                                                                                                  |
| 1152년        | 도르트문트/메르제부르크                            | 프리드리히 1세                |                                                                                                  |
| 1154          | 고슬라어                                           |                               |                                                                                                  |
| 1157년        | 비잔츠                                             | 프리드리히 1세                |                                                                                                  |
| 1158년        | 피아첸차 인근 론칼리아 의회                        | 프리드리히 1세                |                                                                                                  |
| 1165년        | 뷔르츠부르크                                       | 프리드리히 1세                |                                                                                                  |
| 1168년        | 밤베르크                                           | 프리드리히 1세 / 하인리히 6세 |                                                                                                  |
| 1178년        | 슈파이어                                           | 프리드리히 1세                |                                                                                                  |
| 1180년        | 겔른하우젠                                         | 프리드리히 1세 / 하인리히 6세 | 베스트팔렌 공국을 쾰른 대주교에 대한 수여                                                        |
| 1181년        | 에르푸르트                                         | 하인리히 6세                  | 하인리히 사자공 추방                                                                             |
| 1188년        | 마인츠                                             | 하인리히 6세                  |                                                                                                  |
| 1190년        | 슈베비슈할                                         | 하인리히 6세                  | 하 로렌 공국 폐지                                                                                |
| 1193년        | 슈파이어                                           | 하인리히 6세                  | 리처드 1세 재판                                                                                  |
| 1196년        | 프랑크푸르트                                       | 하인리히 6세                  |                                                                                                  |
| 1205년        | 슈파이어                                           | 필리프 폰 슈바벤              |                                                                                                  |
| 1213년        | 슈파이어                                           | 프리드리히 2세                | 1208년 밤베르크에서 살해당한 프리드리히의 숙부 필리프 폰 슈바벤의 슈파이어 대성당 안치           |
| 1235년        | 마인츠                                             | 프리드리히 2세                |                                                                                                  |
| 1273년        | 슈파이어                                           | 루돌프 1세                    |                                                                                                  |
| 1287년        | 뷔르츠부르크                                       | 아돌프                        |                                                                                                  |
| 1309년        | 슈파이어                                           | 하인리히 7세                  |                                                                                                  |
| 1338년        | 프랑크푸르트                                       |                               |                                                                                                  |
| 1379년        | 프랑크푸르트                                       |                               |                                                                                                  |
| 1356년        | 뉘른베르크                                         | 카를 4세                      | 금인칙서 사안                                                                                    |
| 1384년        | 슈파이어                                           |                               |                                                                                                  |
| 1389년        | 에거                                               | 벤첼                          | 에거 조약                                                                                        |
| 1414년        | 슈파이어                                           | 지기스문트                    |                                                                                                  |
| 1444년        | 슈파이어                                           | 프리드리히 3세                |                                                                                                  |
| 1487년        | 슈파이어                                           | 프리드리히 3세                |                                                                                                  |
| 1487년        | 뉘른베르크                                         | 프리드리히 3세                |                                                                                                  |
| 1488년        | 에슬링겐                                           | 프리드리히 3세                | 슈바벤 동맹 형성                                                                                 |
| 1495년        | 보름스년                                           | 막시밀리안 1세                | 제국개혁; 슈바벤 전쟁의 발생 중 라이히스페니히                                                   |
| 1496/97년     | 린다우                                             |                               |                                                                                                  |
| 1497/98년     | 프라이부르크                                       |                               |                                                                                                  |
| 1500년        | 아우구스부르크                                     |                               |                                                                                                  |
| 1505년        | 쾰른                                               |                               | 란츠후트 계승 전쟁 종전 중재                                                                     |
| 1507년        | 콘스탄츠                                           |                               |                                                                                                  |
| 1512년        | 트리어/쾰른                                        |                               | 10개의 신성 로마 제국의 관구                                                                     |
| 1518년        | 아우구스부르크                                     |                               |                                                                                                  |
| 1521년        | 보름스                                             | 카를 5세                      | 보름스 의회, 마르틴 루터 파문, 보름스 칙령                                                       |
| 1522년        | 뉘른베르크 I                                       |                               |                                                                                                  |
| 1522/23년     | 뉘른베르크 II                                      |                               |                                                                                                  |
| 1524년        | 뉘른베르크 III                                     |                               |                                                                                                  |
| 1526년        | 슈파이어 I                                         |                               | 슈파이어 의회 (1526년), 보름스 칙령 보류                                                         |
| 1529년        | 슈파이어 II                                        |                               | 슈파이어 의회 (1529년), 보름스 칙령 재개, 슈파이어 항의, 재세례파 처벌 선고 (Wiedertäufermandat) |
| 1530년        | 아우구스부르크                                     |                               | 아우크스부르크 신앙고백의 아우구스부르크 의회 참석                                               |
| 1532년        | 레겐스부르크                                       | 페르디난트 1세                | 카롤리나 법전                                                                                    |
| 1541년        | 레겐스부르크                                       |                               |                                                                                                  |
| 1542년        | 슈파이어                                           |                               |                                                                                                  |
| 1542년        | 뉘른베르크                                         |                               |                                                                                                  |
| 1543년        | 뉘른베르크                                         |                               |                                                                                                  |
| 1544년        | 슈파이어                                           |                               |                                                                                                  |
| 1548년        | 아우구스부르크                                     |                               | 아우구스부르크 임시협정                                                                          |
| 1550/51년     | 아우구스부르크                                     |                               |                                                                                                  |
| 1555년        | 아우구스부르크                                     |                               | 아우구스부르크 조약                                                                              |
| 1556/57년     | 레겐스부르크                                       |                               |                                                                                                  |
| 1559년        | 아우구스부르크                                     |                               |                                                                                                  |
| 1566년        | 아우구스부르크                                     |                               |                                                                                                  |
| 1567년        | 레겐스부르크                                       |                               |                                                                                                  |
| 1570년        | 슈파이어                                           |                               | 신성 로마 제국의 포괄적인 군사 법규                                                              |
| 1576년        | 레겐스부르크                                       |                               |                                                                                                  |
| 1582년        | 아우구스부르크                                     |                               |                                                                                                  |
| 1594년        | 레겐스부르크                                       |                               |                                                                                                  |
| 1597/98년     | 레겐스부르크                                       |                               |                                                                                                  |
| 1603년        | 레겐스부르크                                       |                               |                                                                                                  |
| 1608년        | 레겐스부르크                                       |                               |                                                                                                  |
| 1613년        | 레겐스부르크                                       |                               |                                                                                                  |
| 1640/41년     | 레겐스부르크                                       |                               |                                                                                                  |
| 1653/54년     | 레겐스부르크                                       | 페르디난트 3세                | 제국휴회 (Jüngster Reichsabschied / recessus imperii novissimus)                                 |
| 1663년–1806년 | 영구 의회 형태로 레겐스부르크 시청에서 회의를 가짐 |                               |                                                                                                  |

## 참고 서적
- Peter Claus Hartmann: Das Heilige Römische Reich deutscher Nation in der Neuzeit 1486–1806. Stuttgart 2005, ISBN 3-15-017045-1.
- Axel Gotthard: Das Alte Reich 1495–1806. Darmstadt 2003, ISBN 3-534-15118-6
- Edgar Liebmann: Reichstag. In: Friedrich Jaeger (Hrsg.): Enzyklopädie der Neuzeit, Bd. 10: Physiologie-Religiöses Epos. Stuttgart 2009, str. 948–953, ISBN 3-534-17605-7
- Barbara Stollberg-Rilinger: Des Kaisers alte Kleider. Verfassungsgeschichte und Symbolsprache des Alten Reiches. München 2008, ISBN 978-3-406-57074-2
- Helmut Neuhaus: Das Reich in der frühen Neuzeit (Enzyklopädie Deutscher Geschichte, Band 42). München 2003, ISBN 3-486-56729-2.
- Heinz Angermeier: Das alte Reich in der deutschen Geschichte. Studien über Kontinuitäten und Zäsuren. München 1998, ISBN 3-486-55897-8